# Sarkantyúka
A sarkantyúka (Tropaeolum) a valódi kétszikűek közé tartozó sarkantyúkafélék (Tropaeolaceae) családjának névadó nemzetsége, mintegy nyolcvan közép-, illetve dél-amerikai fajjal.

## Jellemzőik
Vannak egyéves és évelő fajai is; a száruk lágy, kapaszkodó, illetve kúszó. Többnyire hosszú nyélen ülő levelei általában pajzs alakúak vagy tagoltak. Sarkantyús, zigomorf virágai élénk színűek.
A növény minden része ehető.

## Ismertebb fajai
- kerti sarkantyúka avagy kapucinusvirág (Tropaeolum majus),
- kis sarkantyúka (Tropaeolum minus),
- szőrös sarkantyúka (Tropaeolum peltophorum, T. lobbianum),
- horgas sarkantyúka (Tropaeolum peregrinum),
- kanárisárga sarkantyúka (Tropaeolum aduncum,
- gumós sarkantyúka (Tropaeolum tuberosum).

## Külső hivatkozások
- Magyar nagylexikon  XV. (Pon–Sek). Főszerk. Bárány Lászlóné. Budapest: Magyar Nagylexikon. 2002.   805. o. ISBN 963-9257-14-1